# Lok-Sabha-Wahlkreis Chikballapur
Der Lok-Sabha-Wahlkreis Chikballapur ist ein Wahlkreis bei den Wahlen zur Lok Sabha, dem Unterhaus des indischen Parlaments. Er liegt im Bundesstaat Karnataka und umfasst die Distrikte Chikkaballapur (Chikballapur) und Bengaluru Rural sowie einen kleineren Teil des Distrikts Bengaluru Urban.
Bei der letzten Wahl zur Lok Sabha waren 1.658.342 Einwohner wahlberechtigt.

## Letzte Wahl
Die Wahl zur Lok Sabha 2014 hatte folgendes Ergebnis:
| Kandidat              | Partei                | Stimmen |
| --------------------- | --------------------- | ------- |
| M. Veerappa Moily     | INC                   | 33,6 %  |
| B. N. Bache Gowda     | BJP                   | 32,9 %  |
| H. D. Kumaraswamy     | JD(S)                 | 27,4 %  |
| G. V. Sreerama Reddy  | CPI(M)                | 2,1 %   |
| Sonstige              | Sonstige              | 3,4 %   |
| Keiner der Kandidaten | Keiner der Kandidaten | 0,6 %   |

## Wahl 2009
Die Wahl zur Lok Sabha 2009 hatte folgendes Ergebnis:
| Kandidat                | Partei   | Stimmen |
| ----------------------- | -------- | ------- |
| M. Veerappa Moily       | INC      | 39,9 %  |
| C. Aswathanarayana      | BJP      | 34,7 %  |
| C. R. Manohar           | JD(S)    | 19,0 %  |
| Hennuru Lakshminarayana | BSP      | 1,5 %   |
| Sonstige                | Sonstige | 4,9 %   |

## Bisherige Abgeordnete
| Wahl  | Name                  | Partei | Stimmen |
| ----- | --------------------- | ------ | ------- |
| 1962  | K. Changalaraya Reddy | INC    | 49,9 %  |
| 1965* | H. C. L. Reddy        | INC    | 74,2 %  |
| 1977  | M. V. Krishnappa      | INC    | 52,4 %  |
| 1980  | S. N. Prasan Kumar    | INC(I) | 59,2 %  |
| 1984  | V. Krishna Rao        | INC    | 51,8 %  |
| 1989  | V. Krishna Rao        | INC    | 52,7 %  |
| 1991  | V. Krishna Rao        | INC    | 47,4 %  |
| 1996  | R. L. Jalappa         | JD     | 44,2 %  |
| 1998  | R. L. Jalappa         | INC    | 44,4 %  |
| 1999  | R. L. Jalappa         | INC    | 51,6 %  |
| 2004  | R. L. Jalappa         | INC    | 40,4 %  |
| 2009  | M. Veerappa Moily     | INC    | 39,9 %  |
| 2014  | M. Veerappa Moily     | INC    | 33,6 %  |

*) Nachwahl

## Wahlkreisgeschichte
Ein Wahlkreis Chikballapur bestand bereits bei der Lok-Sabha-Wahl 1962. Im Vorfeld der Lok-Sabha-Wahl 1967 wurde der Wahlkreis Chikballapur aufgelöst und in den Wahlkreis Hoskote überführt. Zur Lok-Sabha Wahl 1977 wurde wiederum der Wahlkreis Hoskote aufgelöst und der Wahlkreis Chikballapur wiedergegründet. Der Wahlkreis gehörte zum Bundesstaat Mysore, ehe dieser 1973 in Karnataka umbenannt wurde.